# Aiguillette du Lauzet
L'aiguillette du Lauzet est un sommet qui se situe dans les Hautes-Alpes, sur la commune du Monêtier-les-bains, et domine le hameau du Lauzet. Elle culmine à 2 717 m d'altitude dans le massif des Cerces et est réputée pour sa via ferrata.
L'aiguillette est une imposante tour rocheuse parcourue de voies d'escalade de toutes difficultés, dont la voie Davin qui présente des difficultés modérées sur un excellent rocher.

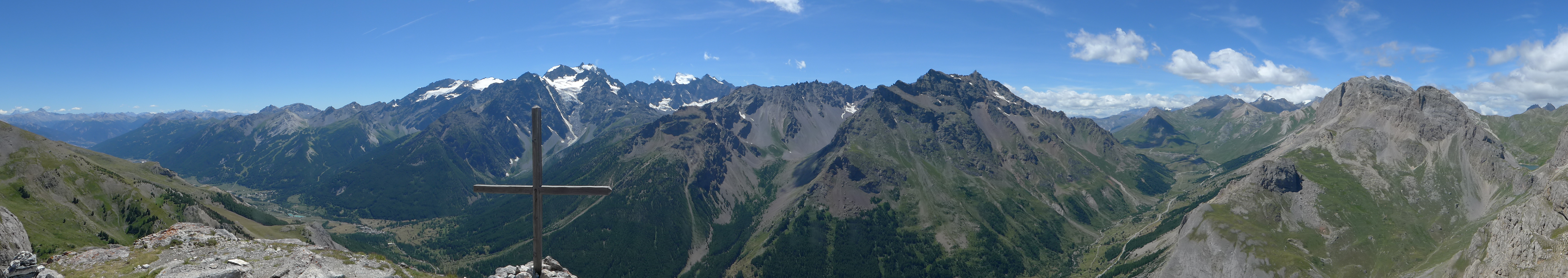
Vue panoramique depuis l'aiguillette du Lauzet avec sa croix sommitale.